# Саутпорт (Коннектикут)
Саутпорт (англ. Southport) — переписна місцевість (CDP) в США, в окрузі Ферфілд штату Коннектикут. Населення — 1797 осіб (2020).

## Географія
Саутпорт розташований за координатами 41°8′6″ пн. ш. 73°17′14″ зх. д. / 41.13500° пн. ш. 73.28722° зх. д. (41.134940, -73.287125).  За даними Бюро перепису населення США в 2010 році переписна місцевість мала площу 2,57 км², з яких 2,22 км² — суходіл та 0,35 км² — водойми.

## Демографія
Згідно з переписом 2010 року, у переписній місцевості мешкало 1585 осіб у 718 домогосподарствах у складі 431 родини. Густота населення становила 617 осіб/км².  Було 846 помешкань (329/км²).
Расовий склад населення:
| - 92,5 % — білих - 4,1 % — азіатів - 1,4 % — чорних або афроамериканців - 0,1 % — вихідців з тихоокеанських островів |

До двох чи більше рас належало 1,4 %. Частка іспаномовних становила 4,6 % від усіх жителів.
За віковим діапазоном населення розподілялося таким чином: 21,5 % — особи молодші 18 років, 54,2 % — особи у віці 18—64 років, 24,3 % — особи у віці 65 років та старші. Медіана віку мешканця становила 48,9 року. На 100 осіб жіночої статі у переписній місцевості припадало 85,2 чоловіків;  на 100 жінок у віці від 18 років та старших — 79,3 чоловіків також старших 18 років.
Середній дохід на одне домашнє господарство  становив 256 984 долари США (медіана — 145 859), а середній дохід на одну сім'ю — 326 103 долари (медіана — 201 020). Медіана доходів становила 176 250 доларів для чоловіків та 67 111 долар для жінок. За межею бідності перебувало 3,3 % осіб, у тому числі 0,0 % дітей у віці до 18 років та 6,7 % осіб у віці 65 років та старших.
Цивільне працевлаштоване населення становило 793 особи. Основні галузі зайнятості: освіта, охорона здоров'я та соціальна допомога — 25,2 %, фінанси, страхування та нерухомість — 24,5 %, науковці, спеціалісти, менеджери — 20,6 %.